# Epitaxe
Epitaxe je proces, při němž na povrchu podložky (substrátu) roste tenká krystalická vrstva. Krystalická mřížka nově vznikající vrstvy navazuje bezprostředně na krystalickou mřížku substrátu. Termín epitaxe zavedl v roce 1928 L. Royer a pochází z řeckých epi „nad“ a taxis „uspořádaně“.
Epitaxní vrstvy se mohou růst z plynných, tekutých nebo pevných prekurzorů (látky, ze kterých chceme růst vrstvu). Jestliže je vrstva ukládána na substrát stejného složení, mluvíme o homoepitaxi, v opačném případě o heteroepitaxi.
Homoepitaxe je druh epitaxe prováděný pouze s jedním materiálem. Při homoepitaxi se tenká vrstva roste na substrát stejného materiálu. Toho se využívá, pokud chceme čistější vrstvu než je substrát nebo pokud má být nová vrstva jinak dopovaná.
Heteroepitaxe je druh epitaxe prováděný s navzájem odlišnými materiály. Při heteroepitaxi se tenká vrstva ukládá na substrát z jiného materiálu. Tato metoda se často používá při růstu vrstev materiálů, u nichž nelze jinak získat monokrystal nebo k výrobě integrovaných krystalických vrstev různých materiálů. Například se jedná o galium nitrid (GaN) na safíru nebo aluminium galium indium fosfid (AlGaInP) na arsenidu galia (GaAs).
Epitaxe se využívá ve výrobních postupech založených na křemíku při výrobě bipolárních tranzistorů a moderních CMOS, ale je obzvláště důležitá pro sloučeninové polovodiče jako galium arsenid (GaAs).
Problémy při výrobě zahrnují kontrolu míry a rovnoměrnosti odporu a tloušťky ukládané vrstvy, čistoty povrchu, prostředí růstové komory, zabránění difuze dopantů z typicky mnohem více dopovaného substrátu do nové vrstvy, nedokonalosti růstového procesu a ochranu povrchů při výrobě a manipulaci.

## Využití
Epitaxe má široké využití v nanotechnologii a výrobě polovodičů. Je to vlastně jediná dostupná metoda pro vysoce kvalitní krystalický růst mnoha polovodičových materiálů jako je germanid křemíku (SiGe), nitrid galia (GaN), arsenid galia (GaAs) a fosfid india (InP).

## Metody
Epitaxní křemík se obvykle roste metodou epitaxe z plynné fáze. Epitaxe z molekulárních svazků (MBE) a epitaxe z tekuté fáze se využívají hlavně pro sloučeninové polovodiče.

### Epitaxe z plynné fáze
Epitaxe z plynné fáze (VPE - Vapor Phase Epitaxy) vytváří monokrystalickou vrstvu z plynné fáze. Křemík se nejčastěji získává z tetrachloridu křemíku ve vodíku při teplotě přibližně 1200 °C:
SiCl4(g) + 2H2(g) ↔ Si(s) + 4HCl(g)
Rychlost růstu závisí na poměru dvou zdrojových plynů. Rychlost růstu nad 2 mikrometry za minutu vytvoří polykrystalický křemík. Záporná rychlost růstu (leptání) může nastat, jestliže je přítomné příliš velké množství HCl jako vedlejšího produktu. Někdy se chlorovodík přidává záměrně, aby se dosáhlo leptání materiálu. Další reakce leptání probíhá současně s ukládáním vrstvy:
SiCl4(g) + Si(s) ↔ 2SiCl2(g)
Křemíková epitaxe z plynné fáze může rovněž používat silan, dichlorsilan a trichlorsilan jako zdrojové plyny. Například reakce se silanem probíhá při teplotě 650 °C takto:
SiH4 → Si + 2H2
Tato reakce neleptá bezděčně materiál a nastává při nižších teplotách než ukládání materiálu z tetrachloridu křemíku. Pokud ale nebude přísně sledována, vytvoří se polykrystalická vrstva a umožní se oxidace produktů, které prosakují do reaktoru, kde kontaminují epitaxní vrstvu nechtěnými sloučeninami jako je oxid křemičitý.
Epitaxe z plynné fáze se někdy dělí podle typu zdrojových plynů na hydridovou a organokovovou (MOVPE).

### Epitaxe z kapalné fáze
Epitaxe z kapalné fáze (LPE - Liquid Phase Epitaxy) vytváří monokrystalickou vrstvu z kapalné fáze, typicky rychlostí 0.1 až 1 μm za minutu.
LPE je metoda růstu polovodičových krystalických vrstev z roztaveného materiálu na pevných substrátech. To se děje při teplotách hluboko pod bodem tání ukládaného polovodiče. Polovodič je rozpuštěn v tavenině jiného materiálu. Za podmínek, které jsou blízké rovnováze kapalného materiálu a substrátu, se růst odehrává pomalu a stejnoměrně. Rovnovážné podmínky velmi závisí na teplotě a koncentraci rozptýleného polovodiče v tavenině. Růst vrstvy z kapalné fáze lze ovládat pomocí nuceného chladnutí roztavené směsi. Zanesení nečistot se dá velmi omezit. Dopování se provádí přidáním dopantů.
Tato metoda se používá zejména pro růst sloučeninových polovodičů. Je tak možné vyrobit velmi tenké, rovnoměrné a vysoce kvalitní vrstvy.
Typický příklad využití této epitaxní metody je růst ternárních a kvaternárních (skupiny III-V) sloučenin na substrátech z galium arsenidu (GaAs). V tomto případě se jako rozpouštědlo často používá galium. Jiným často používaným substrátem je fosfid india (InP). Pro zvláštní účely se však mohou použít i jiné substráty jako sklo nebo keramika. Kvůli dobrému přilnutí a abychom se vyhnuli pnutí v rostené vrstvě, teplotní činitelé roztažnosti substrátu a vrstvy by měly být podobné.

### Epitaxe z molekulárních svazků
Při metodě MBE se zdrojový materiál pevného skupenství ohřívá na takovou teplotu, že se utváří proud částic. Tyto částice letí velmi vysokým vakuem (10−8 Pa) k substrátu, kde kondenzují. Touto metodou lze připravit velmi tenké vrstvy počínaje jednou atomární vrstvou.